# چیف (کمیک)
چیف (به انگلیسی: The Chief) با نام کامل دکتر نایلز کولدر، یک شخصیت خیالی در کتاب‌های کامیک آمریکایی منتشر شده توسط دی‌سی کامیکس است، که به عنوان رهبر و مؤسس تیم ابرقهرمانی دووم پاترول به‌شمار می‌رود. این شخصیت توسط نویسنده آرنولد دریک و طراح برونو پرمیانی خلق شده‌است؛ که برای اولین بار در شمارهٔ ۸۰ از مجموعه کمیک بزرگترین ماجراجویی من (ژوئن ۱۹۶۳) حضور پیدا کرد.
نخستین حضور سینمایی این شخصیت به عنوان مهمان در مجموعه تلویزیونی تایتان‌ها (۲۰۱۸) با بازی برونو بیچیر بود؛ و همچنین تیموتی دالتون این نقش را در مجموعه اسپین‌آف دووم پاترول تکرار کرد.